# 南さつま市立久志中学校

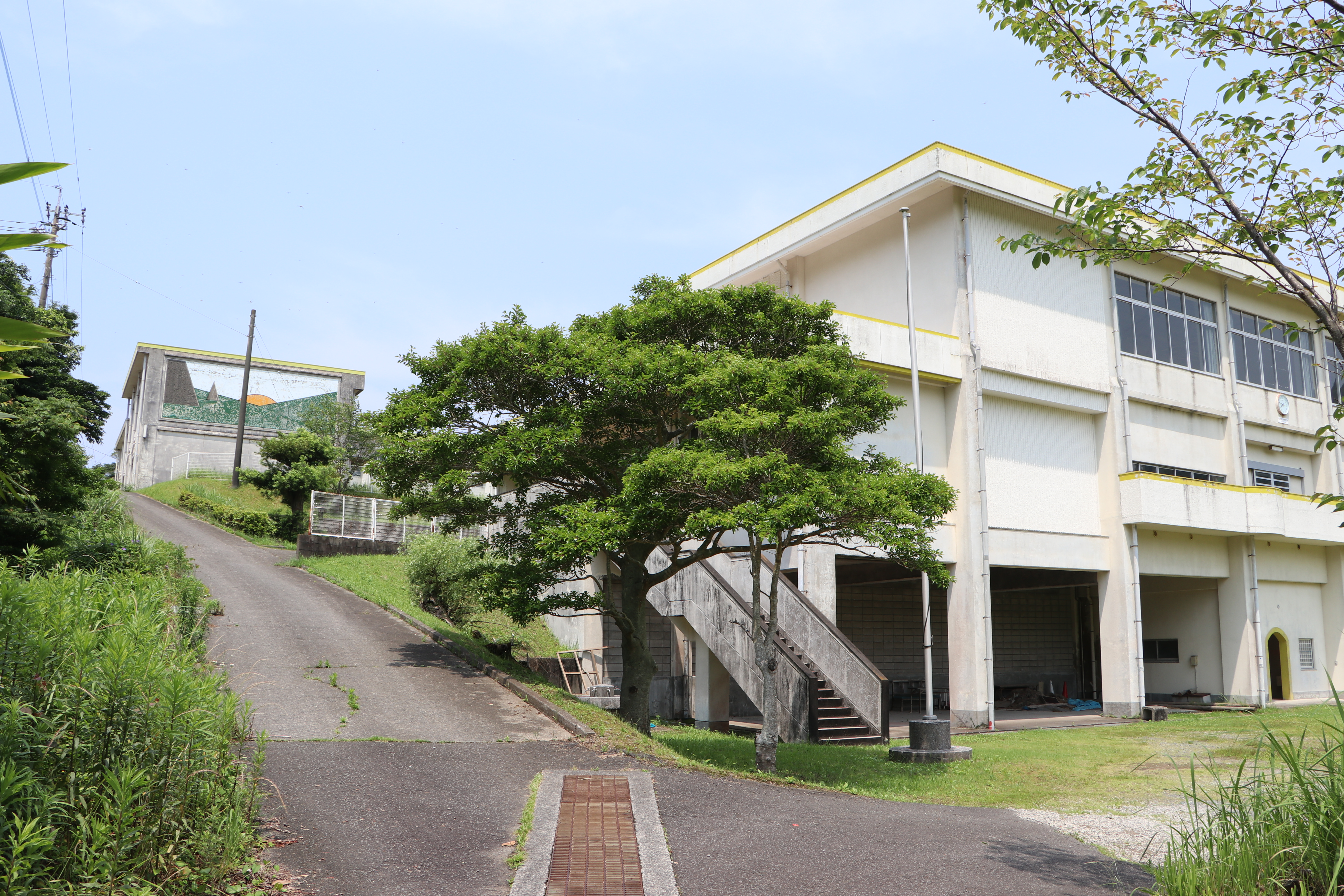
久志中学校跡地（2020年撮影）

南さつま市立久志中学校（みなみさつましりつ くしちゅうがっこう）は、鹿児島県南さつま市坊津町久志にあった市立中学校。2010年（平成22年）に南さつま市立坊津学園中学校になった。

## 概要
- 平成の市町村合併で「南さつま市」が誕生する以前は坊津町立久志中学校であった。
- 現在の生徒数は13名で、3学年で合計2学級となり、複式学級も存在する（平成18年5月1日現在）。

## 校区
- 久志小学校校区 全域